# موسس ناگاموتو
مؤسس ناگاموتو (انگلیسی: Moses Nagamootoo؛ زادهٔ ۳۰ نوامبر ۱۹۴۷) یک سیاست‌مدار اهل گویان است.